# Erzbischöfliches Exarchat Donezk
Das Erzbischöfliche Exarchat Donezk ist ein in der Ukraine gelegenes Erzbischöfliches Exarchat der ukrainischen griechisch-katholischen Kirche mit Sitz in Donezk.

## Geschichte
Das Erzbischöfliche Exarchat Donezk-Charkiw wurde am 11. Januar 2002 durch Papst Johannes Paul II. aus Gebietsabtretungen des Apostolischen Exarchats Kiew-Wyschhorod errichtet. Erster Exarch wurde Stepan Menjok CSsR, dem 2024 Maksym Rjabucha SDB folgte.
Am 2. April 2014 wurde das Erzbischöfliche Exarchat Donezk-Charkiw in die Erzbischöflichen Exarchate Donezk und Charkiw geteilt.
Das Erzbischöfliche Exarchat Donezk umfasst die Oblaste Dnipropetrowsk, Donezk, Luhansk, Poltawa, Saporischschja und Sumy.

## Gliederung
Das Exarchat ist in vier Dekanate gegliedert:
- Dekanat Dnipro mit Pfarreien in Dnipro, Baliwka, Kamjanske, Krywyj Rih, Nikopol, Perschotrawensk, Preobraschenka und Werchnjodniprowsk
- Dekanat Kramatorsk mit Pfarreien in Kramatorsk, Jakowliwka, Kostjantyniwka, Krynyzi, Kutscheriw Jar, Myrnohrad, Nowodonezke, Nowospassiwka, Petriwka, Pokrowsk, Rosdoliwka, Saparo-Marjiwka, Slowjansk, Starowarwariwka, Swaniwka und Werchnjokamjanske
- Dekanat Saporischschja mit Pfarreien in Saporischschja, Andrijiwka, Asow, Berdjansk, Enerhodar, Kostjantyniwka, Lasurne, Matwijiwka, Melitopol, Orlowe, Prymorsk, Snihuriwka, Swjatotrojizke und Tokmak
- Dekanat Donezk mit Pfarreien in Donezk, Antrazyt, Beresowe, Charzysk, Horliwka, Krasnyj Lutsch, Kreminna, Lugansk, Makijiwka, Mariupol und Suhres